# Erinaceus roumanicus
Erinaceus roumanicus là một loài động vật có vú trong họ Erinaceidae, bộ Erinaceomorpha. Loài này được Barrett-Hamilton mô tả năm 1900.

## Hình ảnh

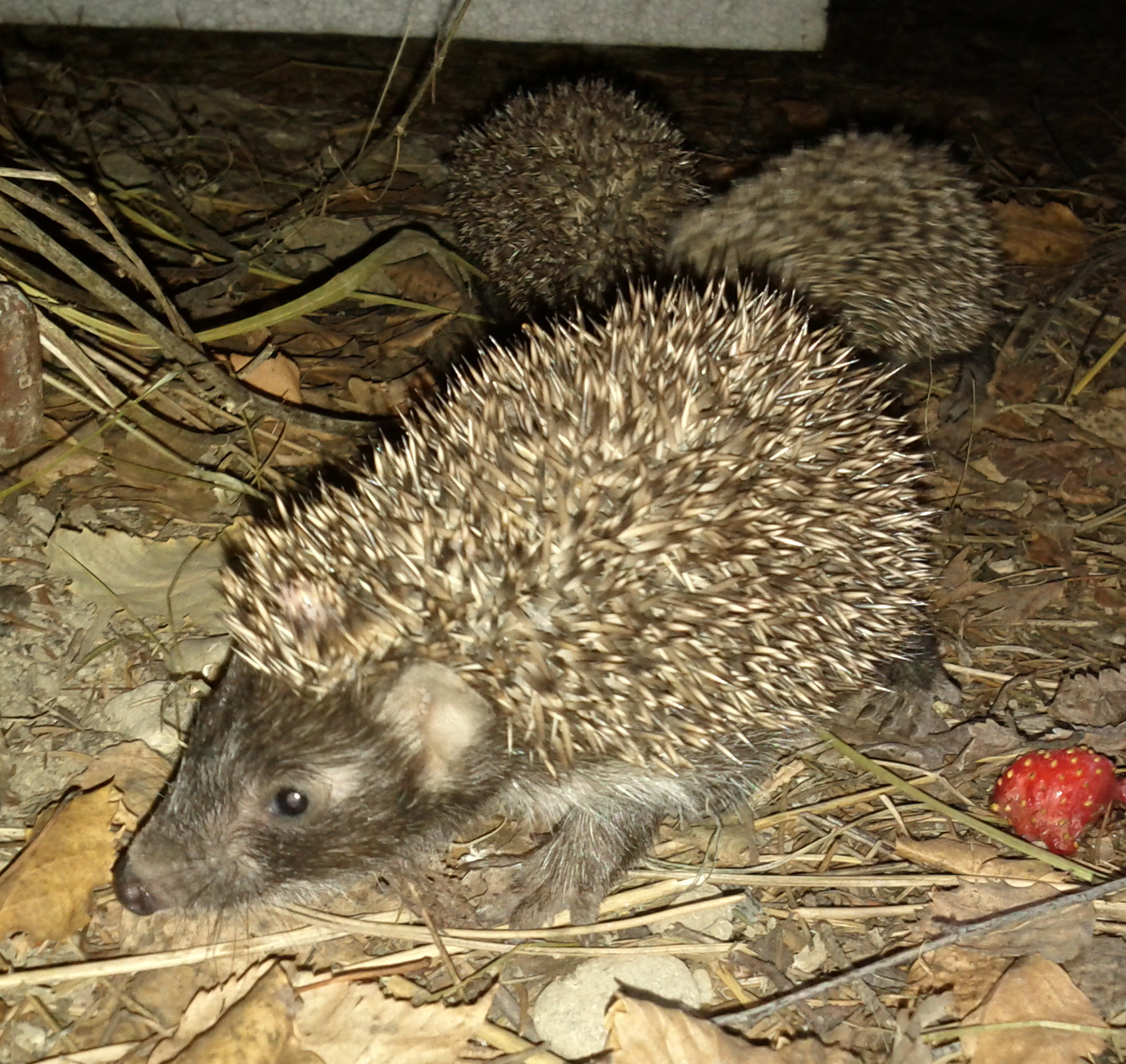
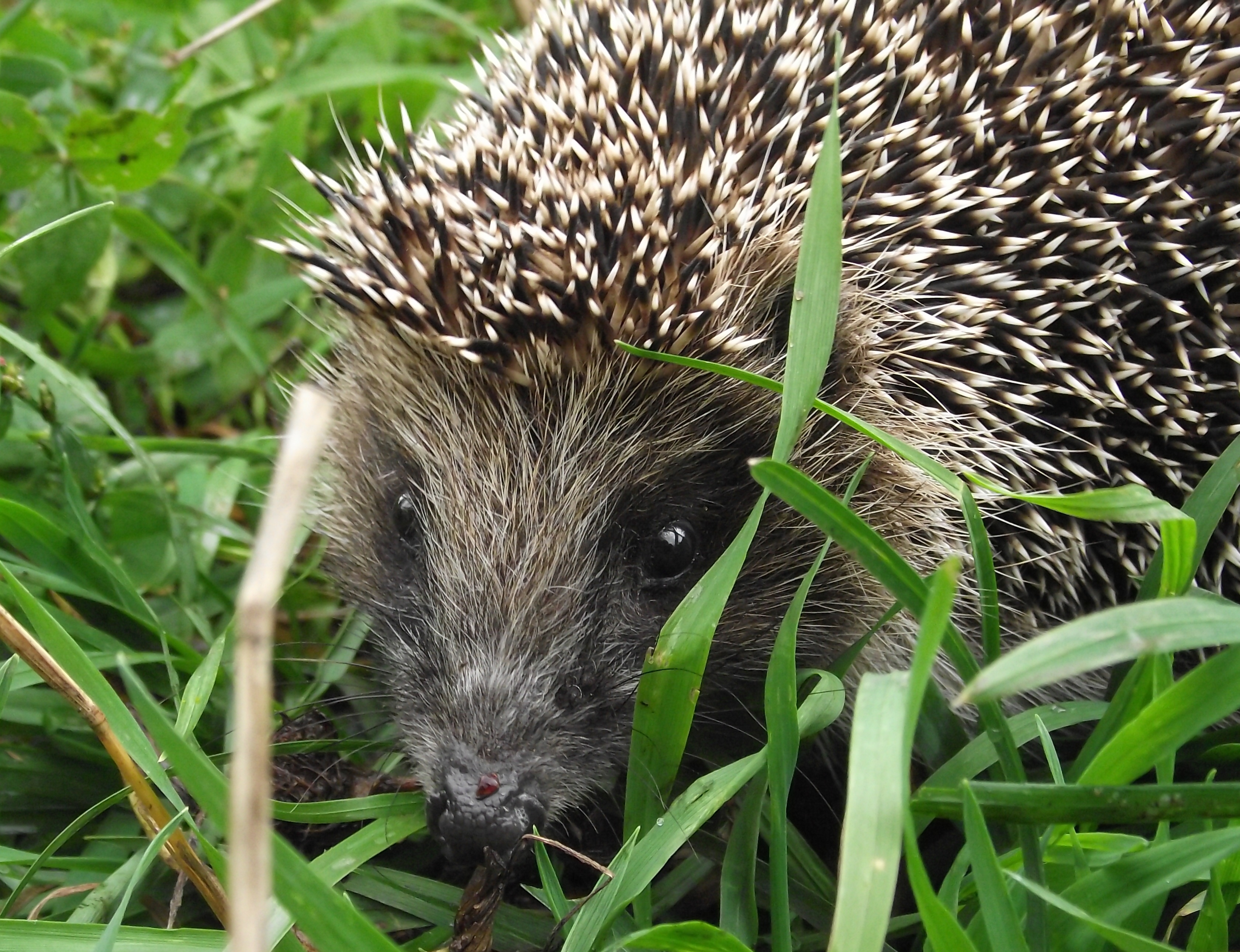
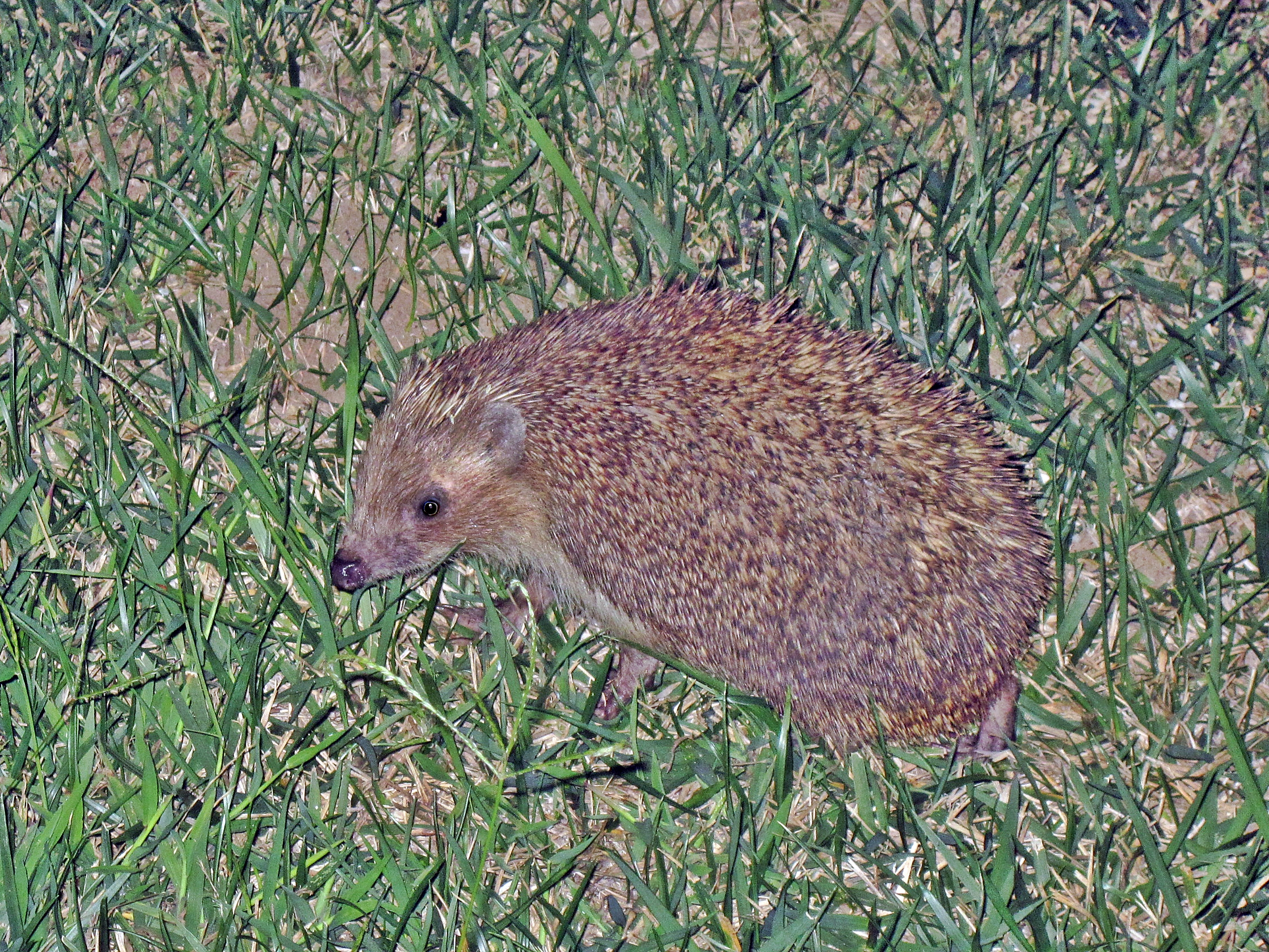
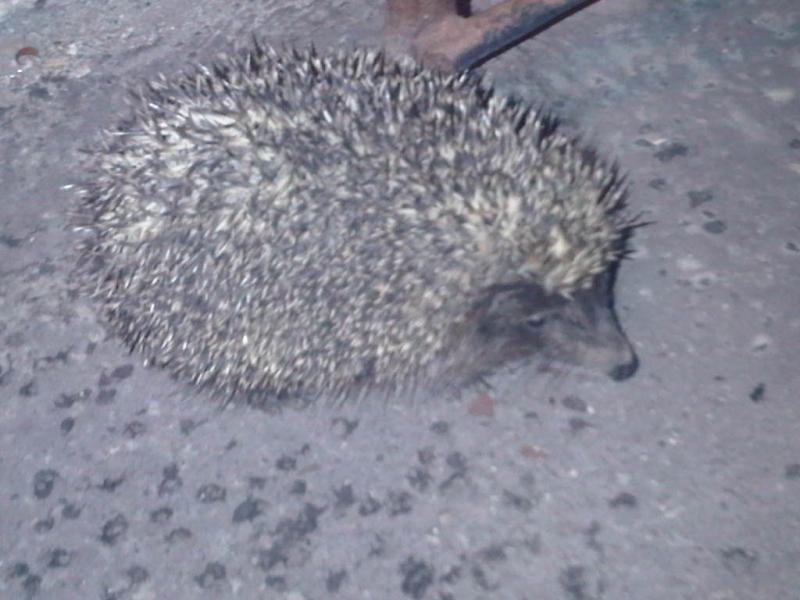